# Zgodovina ljubezni
Zgodovina ljubezni je slovenski dramski film iz leta 2019, ki ga je režirala in zanj napisala scenarij Sonja Prosenc. V glavnih vlogah nastopajo Doroteja Nadrah, Kristoffer Joner in Matej Zemljič. Zgodba prikazuje žalovanje sedemnajstletne Ive (Nadrah), ki ji mati umre v nesreči. Ob spopadanju s čustvi se potopi v sanjski svet.
Film je bil premierno prikazan 1. julija 2018 na Mednarodnem filmskem festivalu v Karlovih Varih, kjer je osvojil posebno omembo žirije (Prosenc), nominiran pa je bil za zlati globus za najboljši film, najboljšega glavnega igralca (Joner), igralko (Nadrah) in režijo (Prosenc). Na 21. festivalu slovenskega filma je osvojil nagradi za najboljšo fotografijo (Mitja Ličen) in poseben izvirni filmski dosežek. Izbran je bil izbran za slovenski predlog za najboljši mednarodni celovečerni film na 92. podelitvi oskarjev, toda ni prišel v ožji izbor.

## Vloge
- Kristoffer Joner as Erik
- Doroteja Nadrah kot Iva
- Matej Zemljič kot Gregor
- Primož Bezjak kot Pelikan
- Zita Fusco kot mati
- Zoja Florjanc Lukan kot Zoja
- Katarina Stegnar kot Pelikanka
- Matija Vastl kot oče